# (13230) 1997 VG1
(13230) 1997 VG1 est un astéroïde troyen de Jupiter de 23,927 km de diamètre découvert en 1997.

## Description
(13230) 1997 VG1 a été découvert le 1er novembre 1997 à l'observatoire de Nihondaira, un observatoire astronomique qui se trouve sur une colline surplombant Shimizu-ku à Shizuoka au Japon, par Takeshi Urata.

### Caractéristiques orbitales
L'orbite de cet astéroïde est caractérisée par un demi-grand axe de 5,7 UA, un périhélie de 4,76 UA, une excentricité de 0,06 et une inclinaison de 4,32° par rapport à l'écliptique. Du fait de ces caractéristiques, à savoir un demi-grand axe compris entre 4,6 et 5,5 UA et un périhélie inférieur à 0,3 UA, il est classé, selon la JPL Small-Body Database, astéroïde troyen de Jupiter du camp grec. Il est situé au point de Lagrange L4 du système Soleil-Jupiter.

### Caractéristiques physiques
(13230) 1997 VG1 a une magnitude absolue (H) de 11,2 et un albédo estimé à 0,102, ce qui permet de calculer un diamètre de 23,927 km. Ces résultats ont été obtenus grâce aux observations du Wide-field Infrared Survey Explorer (WISE), un télescope spatial américain mis en orbite en 2009 et observant l'ensemble du ciel dans l'infrarouge, et publiés en 2012 dans un article regroupant les caractéristiques de 478 astéroïdes troyens,.